# 西日本放送テレビ
西日本放送テレビ（にしにっぽんほうそうテレビ）は、西日本放送（RNC）のテレビジョン放送部門を指す。RNCテレビ、あるいは単にRNCとも。また、デジタル放送受像機における局名表記はRNC西日本テレビとなっている。日本テレビ系列（NNN・NNS）のフルネット局。コールサインはJOKF-DTV（高松 20ch）、リモコンキーIDはキー局の日本テレビと同じ「4」。

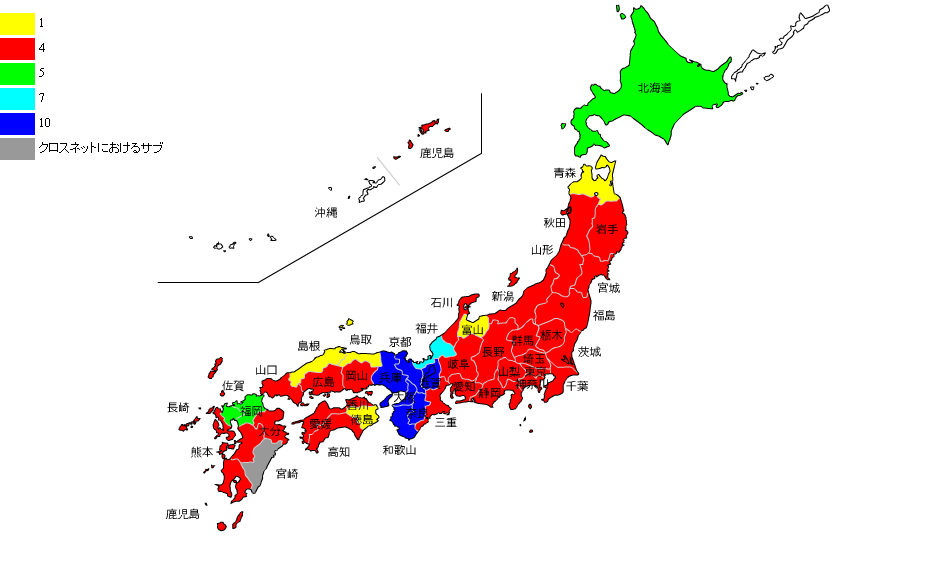
日本テレビ系列のリモコンキーID地図。

西日本放送の放送のうちテレビは香川・岡山両県を放送対象地域とする準広域局であるが、ラジオは香川県のみを放送対象地域とする県域局である。また、中・四国地方に所在する日本テレビ系列のテレビ局では唯一終夜放送を行っていない局である。
西日本放送の会社情報については西日本放送を、ラジオについては西日本放送ラジオをそれぞれ参照。

## 沿革

### テレビネットワークの移り変わり
- 1958年（昭和33年）7月1日 - 香川県でテレビ放送開始（全国では8番目、四国で最初の開局）。日本テレビ・ラジオ東京テレビとネットを組むが、同年8月28日から編成の主軸を日本テレビと定める。
- 1959年（昭和34年）3月1日 - 日本教育テレビやこの日開局のフジテレビともネットを組む。
- 1966年（昭和41年）4月1日 - ニュースネットワークNNNに加盟。ニュースは日本テレビ系列、それ以外はフリーネットとなる。
- 1967年（昭和42年）6月1日 - 民間放送教育協会に加盟。
- 1969年（昭和44年）4月1日 - NHK高松放送局や瀬戸内海放送（KSB、香川県第2局）の開局により民教協制作分とスポンサー事情や番組編成の都合により残ったごく一部の一般番組を除いたNHKとNET系列の番組が同局に移行する。この日以降フジテレビ系列・TBSテレビ系列の番組販売ネット番組を両局で分け合うこととなる。
- 1972年（昭和47年）6月14日 - この日発足したNNSに加盟。
- 1975年（昭和50年）3月31日 - 瀬戸内海放送との間で、関西発同時ネット番組の一部と番組販売ネット番組を交換した[注 1]。
- 1979年（昭和54年）4月1日 - 岡山県・香川県民放テレビ放送の相互乗り入れ放送の実施により、岡山県では初の日本テレビ系列フルネット局として放送開始（岡山4局）。なお岡山県のNNNのニュース取材は相互乗り入れ以前からRNCが担当している[3]。
岡山放送（OHK）が香川県での放送を開始したのにともない、番組販売でのフジテレビ系列のネットを打ち切り岡山放送からの放送に切り替えた。同時に山陽放送（RSK）が香川県での放送を開始したため番組販売でのTBSテレビ系列のネットを打ち切り、山陽放送からの放送に切り替える（香川4局）。
- 1985年（昭和60年）10月1日 - テレビせとうち（TSC）の開局にともない、番組販売の形で放送されたテレビ東京系列の番組の放送を終了。

## 送信所・中継局
- 太字は大規模中継局あるいは親局である。
- 1979年（昭和54年）4月の瀬戸内準広域圏確立後は中継局を増やしたりしているが、難視聴が100%解消されているわけではない[4]。

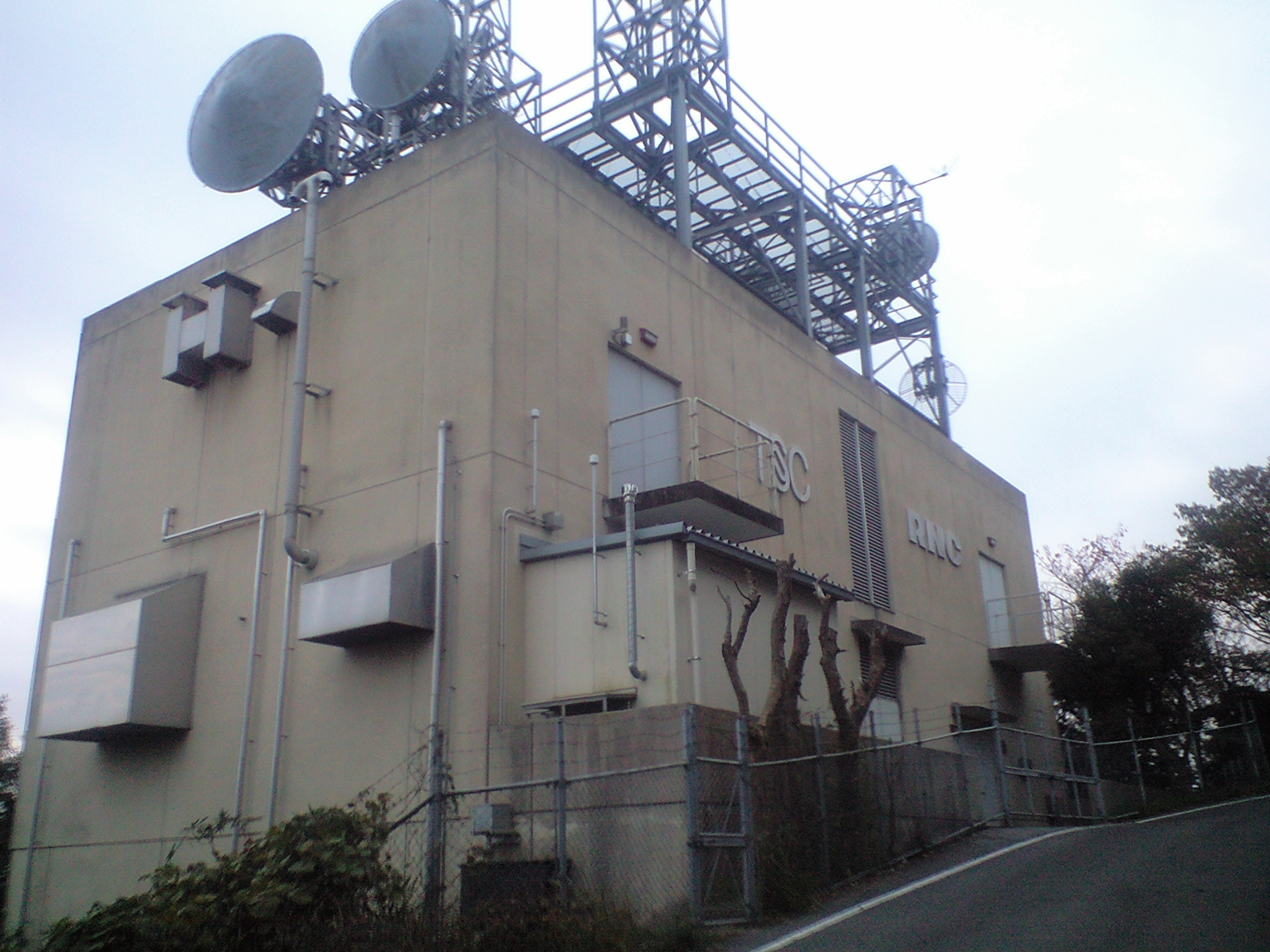
金甲山送信所（TSCとの共同送信所）

親局所在の金甲山送信所はRNC社内では高松（金甲）局としており、送信所局舎はテレビせとうちと、送信鉄塔はRSKテレビ・テレビせとうちと、送信アンテナはRSKテレビとそれぞれ共用している。そのほか、高松市の前田山局は他社は高松局としていて、施設は山陽放送テレビ・岡山放送・テレビせとうちと共用である。
※ch番号の前にVが付いた中継局は垂直偏波。

### デジタル放送
- 斜体はデジタル新局。
- 高松[5] 20ch JOKF-DTV 2 kW（金甲山・リモコンキーID:4） 2006年（平成18年）12月1日開局

香川県
- 前田山 15ch 500W（前田山） 2006年（平成18年）12月1日開局
- 西讃岐 15ch 100W（大麻山） 2007年（平成19年）7月12日開局
- 小豆島 20ch 30W（向山） 2008年（平成20年）2月1日開局
- 仁尾 20ch 1W 2008年（平成20年）12月22日開局
- 白鳥 20ch 1W（高平山） 2008年（平成20年）6月1日開局
- 土庄 34ch 1W（与九郎谷山・高壺山） 2009年（平成21年）3月23日開局
- 坂出東 41ch 1W（雄山） 2008年（平成20年）11月24日開局
- 綾上 34ch 0.3W（鷹の巣山） 2009年（平成21年）6月30日開局
- 観音寺 34ch 0.3W（七宝山） 2009年（平成21年）7月31日開局
- 国分寺 34ch 0.3W（兎子山） 2008年（平成20年）11月24日開局
- 詫間 41ch 0.1W（木ノ峰山） 2008年（平成20年）12月22日開局
- 詫間名部戸 20ch 0.05W 2010年（平成22年）6月18日開局
- 詫間生里 15ch 0.01W 2010年（平成22年）6月18日開局
- 坂出川津 47ch 0.3W 2011年（平成23年）3月31日開局
- 琴平 34ch 1.9W 2014年（平成26年）9月30日開局

岡山県
- 備前 34ch 0.3W 2007年（平成19年）10月15日開局
- 笠岡 V20ch 30W（塚の丸山） 2007年（平成19年）12月17日開局
- 津山 15ch 50W（黒沢山） 2007年（平成19年）12月17日開局
- 新見 20ch 3W（鳶が巣山） 2007年（平成19年）12月17日開局
- 高梁 15ch 1W（愛宕山） 2008年（平成20年）3月1日開局
- 久世 15ch 1W（笹向山） 2008年（平成20年）3月1日開局
- 美作 34ch 0.3W 2008年（平成20年）8月31日開局
- 湯原 15ch 0.3W 2008年（平成20年）8月31日開局
- 井原 15ch 0.3W（城山） 2008年（平成20年）12月22日開局
- 児島 15ch 3W（神道山） 2009年（平成21年）1月30日開局
- 和気 15ch 1W（城山） 2009年（平成21年）1月30日開局
- 北房 34ch 1W（飯ノ山） 2009年（平成21年）1月30日開局
- 蒜山 20ch 3W（高張山） 2009年（平成21年）1月30日開局
- 中国勝山 20ch 0.3W 2009年（平成21年）6月30日開局
- 有漢 34ch 0.3W 2009年（平成21年）6月30日開局
- 長船 41ch 0.3W 2009年（平成21年）6月30日開局
- 牛窓 34ch 0.1W 2009年（平成21年）7月31日開局
- 山陽 34ch 1W（善応寺山） 2009年（平成21年）8月14日開局
- 建部 15ch 0.3W 2009年（平成21年）9月30日開局
- 備前伊里 41ch 0.1W 2009年（平成21年）10月30日開局
- 日生 20ch 0.1W 2009年（平成21年）10月30日開局
- 久米南 41ch 0.3W 2009年（平成21年）10月30日開局
- 建部南 34ch 0.3W 2009年（平成21年）12月22日開局
- 周匝 15ch 0.3W（茶臼山） 2009年（平成21年）12月22日開局
- 玉野和田 50ch 0.3W 2009年（平成21年）12月22日開局
- 備前塩田 41ch 0.01W 2009年（平成21年）12月22日開局
- 御津 15ch 0.3W 2010年（平成22年）2月26日開局
- 鴨方 41ch 0.3W 2010年（平成22年）3月31日開局
- 虫明 40ch 0.1W 2010年（平成22年）3月31日開局
- 神根 29ch 0.01W 2010年（平成22年）3月31日開局
- 吉永高田 34ch 0.01W 2010年（平成22年）3月31日開局
- 備前佐伯 15ch 0.3W 2010年（平成22年）6月18日開局
- 水島 41ch 1W 2010年（平成22年）11月30日
- 矢掛西 15ch 1W 2010年（平成22年）11月30日
- 矢掛東 15ch 0.3W 2010年（平成22年）12月28日開局
- 哲西 29ch 3W 2010年（平成22年）12月28日開局
- 総社 15ch 1W 2010年（平成22年）12月28日開局
- 木見 34ch 0.3W 2010年（平成22年）12月28日開局
- 勝田真加部 34ch 1W 2010年（平成22年）12月28日開局
- 岡山津島 39ch 1W 2011年（平成23年）3月31日開局

### アナログ放送
2011年7月24日停波時点
- 高松 9ch JOKF-TV 10 kW（金甲山） 1958年（昭和33年）6月23日から1986年（昭和61年）9月16日迄は青峰テレビ送信所が稼働。

香川県
- 前田山 41ch 5 kW（前田山） 1985年（昭和60年）3月27日開局
- 白鳥 54ch 10W（高平山） 1967年（昭和42年）2月9日開局
- 塩江 V12ch 3W（内場山） 1968年（昭和43年）5月29日開局
- 西讃岐 50ch 3 kW（大麻山） 1985年（昭和60年）5月30日開局
- 坂出西 62ch 10W（聖通寺山） 1986年（昭和61年）4月24日開局
- 国分寺 54ch 3W（兎子山） 1986年（昭和61年）3月12日開局
- 坂出東 58ch 10W（雄山） 1981年（昭和56年）12月15日開局
- 志度 54ch 10W（大谷山） 1992年（平成4年）3月26日開局
- 綾上 62ch 3W（鷹ノ巣山） 1986年（昭和61年）5月13日開局
- 土庄 47ch 10W（与九郎谷山、高壺山） 1972年（昭和47年）4月13日開局
- 仁尾 62ch 3W 1973年（昭和48年）3月27日開局
- 坂出川津 59ch 3W（向山） 1986年（昭和61年）9月8日開局
- 観音寺 62ch 10W（七宝山） 1974年（昭和49年）10月17日開局
- 三野 56ch 10W（葛ノ山） 1980年（昭和55年）7月23日開局
- 坂出府中 62ch 1W（城山） 1986年（昭和61年）3月13日開局
- 詫間 37ch 1W（木ノ峰山） 1994年（平成6年）2月23日開局
- 栗林南 61ch 10W（室山） 1978年（昭和53年）12月21日開局
- 小豆島池田 57ch 3W（城山） 1989年（平成元年）3月16日開局
- 栗林北 59ch 10W（稲荷山中腹） 1978年（昭和53年）12月21日開局
- 詫間生里 V37ch 0.1W 1981年（昭和56年）3月14日開局
- 詫間名部戸 V62ch 0.1W 1982年（昭和57年）11月29日開局
- 小豆島 61ch 300W（向山） 1986年（昭和61年）3月27日開局

岡山県
- 津山 58ch 500W（黒沢山） 1986年（昭和61年）3月12日開局
- 笠岡 V34ch 300W（塚の丸山） 1985年（昭和60年）4月11日開局
- 高梁 28ch 10W（愛宕山） 1985年（昭和60年）9月26日開局
- 新見 28ch 30W（蔦ヶ巣山） 1984年（昭和59年）6月29日開局
- 井原 54ch 3W（城山） 1986年（昭和61年）7月30日開局
- 備前 40ch 3W（笹尾山） 1984年（昭和59年）9月18日開局
- 久世 28ch 10W（笹向山） 1985年（昭和60年）8月14日開局
- 美作 28ch 3W（塩垂山） 1986年（昭和61年）5月30日開局
- 和気 47ch 10W（和気富士） 1991年（平成3年）6月28日開局
- 児島 59ch 30W（神道山） 1986年（昭和61年）8月28日開局
- 日生 41ch 1W（楯越山） 1987年（昭和62年）7月30日開局
- 北房 38ch 10W（飯ノ山） 1989年（平成元年）12月26日開局
- 奥津大釣 44ch 10W（大釣山） 1991年（平成3年）12月20日開局
- 有漢 43ch 3W（権現山） 1989年（平成元年）3月31日開局
- 総社 62ch 10W（伊予部山） 1986年（昭和61年）12月4日開局
- 門田 54ch 1W 1990年（平成2年）3月4日開局
- 水島 V14ch 10W 1985年（昭和60年）5月9日開局
- 岡山北 14ch 10W（烏山） 1985年（昭和60年）5月9日開局
- 岡山東 54ch 3W 1986年（昭和61年）8月7日開局
- 木見 49ch 3W（天満山） 1986年（昭和61年）8月27日開局
- 鴨方 V50ch 3W 1989年（平成元年）3月31日開局
- 長船 53ch 3W（堂王山） 1993年（平成5年）3月17日開局

#### 其の他のアナログ中継局の開局日
- 1983年（昭和58年）3月24日 - 岡山佐山中継局
  - 岡山県内に設置した最初の中継局
- 1984年（昭和59年）12月21日 - 津山南中継局
- 1986年（昭和61年）7月31日 - 玉島中継局
- 1987年（昭和62年）2月25日 - 備前塩田中継局
- 1988年（昭和63年）3月25日 - 玉野和田中継局
- 1991年（平成3年）12月19日 - 玉野北中継局
- 1992年（平成4年）3月27日 - 備前伊里中継局
- 1992年（平成4年）8月7日 - 牛窓中継局
- 1993年（平成5年）8月25日 - 佐伯中継局
- 1995年（平成7年）10月25日 - 勝田真加部中継局
- 1996年（平成8年）1月11日 - 周匝中継局

## 現在放送中の番組
現在の番組の詳細は、公式サイトのテレビ番組表を参照。

### 自社制作番組
| 番組名                                                                       | 放送曜日・時間                                                            |
| ---------------------------------------------------------------------------- | ------------------------------------------------------------------------- |
| RNCニューススポット                                                          | 月曜 21:54 - 22:00 火曜 - 木曜 19:54 - 20:00 金曜 - 日曜 20:54 - 21:00    |
| 天気予報                                                                     | 火曜 - 日曜 2時台 火曜・水曜・木曜・日曜 21:54 - 22:00 土曜 22:54 - 23:00 |
| みどころラン                                                                 | 火曜 - 木曜 1:24 - 1:29 金曜 1:54 - 1:59                                  |
| RNCエクセレントショップ                                                      | 火曜 - 金曜 11:25 - 11:30 土曜 11:35 - 11:45                              |
| RNC news every.                                                              | 月曜 - 木曜 15:50 - 19:00 金曜 16:45 - 19:00                              |
| アナろけ                                                                     | 木曜 21:54 - 22:00 土曜 13:25 - 13:30                                     |
| 撮れ高できるまで帰シマせん!                                                  | 日曜 10:25 - 10:55                                                        |
| every.フライデー                                                             | 金曜 15:50 - 16:38                                                        |
| 情報あ〜る!!                                                                 | 金曜 16:38 - 16:45                                                        |
| シネマのツボ                                                                 | 金曜 22:54 - 23:00                                                        |
| シアワセ気分!                                                                | 土曜 9:25 - 10:25                                                         |
| ルック〜地域発・輝くビジネス〜                                               | 日曜 10:55 - 11:10                                                        |
| RNC Just News                                                                | 日曜 17:25 - 17:30                                                        |
| 中四国レインボーネット                                                       | 不定期土曜日午後放送                                                      |
| イオンモールカップ高等学校書道パフォーマンスグランプリ中四国大会＜決勝大会＞ | 毎年2月第1土曜 10:30 - 11:25                                              |
| 大王製紙エリエールレディスオープン                                           | 毎年11月第3週開催                                                         |

### ネット番組
（スポンサードネット番組・プラチナイト枠除く）
太字は同時ネット番組。

#### 日本テレビ制作
| 番組名                                | 放送曜日・時間                               | 備考                |
| ------------------------------------- | -------------------------------------------- | ------------------- |
| news every.                           | 月曜 - 木曜 15:50 - 18:15 金曜 16:45 - 18:15 | [ 注 11 ] [ 注 12 ] |
| NNNドキュメント                       | 月曜 0:55 - 1:25（日曜深夜）                 | [ 注 13 ]           |
| 光が死んだ夏                          | 月曜 1:55 - 2:25（日曜深夜）                 |                     |
| 24時間テレビチャリティー・リポート    | 月曜 2:25 - 2:30（日曜深夜）                 |                     |
| ニノさん                              | 金曜 19:00 - 19:56                           |                     |
| Friday's EDGE                         | 土曜 0:30 - 0:59（金曜深夜）                 |                     |
| バズリズム02                          | 土曜 0:59 - 1:59（金曜深夜）                 |                     |
| それいけ!アンパンマン                 | 土曜 5:00 - 5:30                             |                     |
| シューイチ                            | 土曜 5:55 - 9:25 日曜 7:30 - 10:25           | [ 注 14 ]           |
| サクサクヒムヒム ☆推しの降る夜☆       | 土曜 23:30 - 23:55                           |                     |
| 一茂×かまいたち ゲンバ                | 日曜 1:25 - 2:25（土曜深夜）                 |                     |
| 所さんの目がテン!                     | 日曜 7:00 - 7:30                             | [ 注 15 ]           |
| ダウンタウンのガキの使いやあらへんで! | 日曜 23:25 - 23:55                           |                     |

#### 読売テレビ制作
| 番組名                         | 放送曜日・時間               | 備考      |
| ------------------------------ | ---------------------------- | --------- |
| にけつッ!!                     | 火曜 1:29 - 1:59（月曜深夜） |           |
| 川島・山内のマンガ沼           | 水曜 1:29 - 1:59（火曜深夜） |           |
| サタデーLIVE ニュース ジグザグ | 土曜 11:55 - 13:30           |           |
| 土曜はダメよ!                  | 土曜 15:55 - 16:55           |           |
| 浜ちゃんが!                    | 日曜 0:55 - 1:25（土曜深夜） |           |
| そこまで言って委員会NP         | 日曜 13:30 - 15:00           | [ 注 16 ] |

##### その他放送局制作
| 番組名                                           | 放送曜日・時間                | 制作局                  | 備考      |
| ------------------------------------------------ | ----------------------------- | ----------------------- | --------- |
| 日テレNEWS24                                     | 月曜 - 金曜 4:00 - 5:20       | 日テレNEWS24 （CS放送） | [ 注 17 ] |
| Oha!4 NEWS LIVE                                  | 月曜 - 金曜 5:20 - 5:50       | 日テレNEWS24 （CS放送） | [ 注 18 ] |
| コープのおいしめし                               | 月曜 11:25 - 11:30            | 広島テレビ              | [ 注 19 ] |
| オードリーさん、ぜひ会ってほしい人がいるんです。 | 木曜 0:54 - 1:24（水曜深夜）  | 中京テレビ              |           |
| 上沼・高田のクギズケ!                            | 日曜 11:40 - 12:35            | 読売テレビ 中京テレビ   | [ 注 20 ] |
| 防府読売マラソン                                 | 毎年12月第3日曜 12:00 - 14:25 | 山口放送                |           |

#### 他系列番組

##### 独立局制作
| 番組名                | 放送時間                     | 幹事局（または制作会社）] |
| --------------------- | ---------------------------- | ------------------------- |
| 白黒アンジャッシュ    | 火曜 1:59 - 2:29（月曜深夜） | チバテレ                  |
| いろはに千鳥          | 金曜 0:54 - 1:24（木曜深夜） | テレ玉                    |
| ビッグフィッシング    | 日曜 5:30 - 6:00             | サンテレビジョン          |
| 小峠英二のなんて美だ! | 日曜 6:00 - 6:15             | TOKYO MX                  |

##### その他
| 番組名                                    | 放送時間                     | 幹事局（または制作会社）                             |
| ----------------------------------------- | ---------------------------- | ---------------------------------------------------- |
| 内さまワールド                            | 火曜 0:54 - 1:24（月曜深夜） | 内村さまぁ〜ず製作委員会                             |
| 暴走外科医がやってきた                    | 木曜 1:29 - 2:29（水曜深夜） | Taiwan Public Television Service Foundation.（台湾） |
| 鉄道ひとり旅                              | 金曜 10:55 - 11:25           | 鉄道チャンネル                                       |
| THE BLACKLIST/ブラックリスト（シーズン3） | 土曜 1:59 - 2:59（金曜深夜） | NBC、ソニー・ピクチャーズ テレビジョン（アメリカ）   |
| 日本のチカラ                              | 日曜 6:30 - 7:00             | 民間放送教育協会                                     |
| TOKYOぐるっと!グルメ                      | 日曜 10:40 - 10:55           | 旅チャンネル                                         |